# Alexander Karin
Alexander Karin (* 31. Januar 1925 in Neustrelitz; † 7. August 2022 in Korswandt) war ein General der Nationalen Volksarmee der Deutschen Demokratischen Republik.

## Militärische Laufbahn
Als Sohn eines Buchbinders absolvierte Karin nach seinem Schulbesuch, den er mit der Mittleren Reife abschloss, von 1942 bis 1943 eine Lehre zum Industriekaufmann. Anschließend diente er von 1943 bis zum Kriegsende in einer Marine-Flak-Abteilung der Wehrmacht. Am 8. Mai 1945 geriet er als Oberfähnrich in sowjetische Kriegsgefangenschaft, aus der er 1949 entlassen wurde.
Nach seiner Rückkehr in die Sowjetische Besatzungszone war er bis 1950 Landesinstrukteur und stellvertretender Leiter der Landesschule der Gesellschaft für Deutsch-Sowjetische Freundschaft in Schwerin. 1950 wechselte er in das Ministerium für Auswärtige Angelegenheiten und übte dort bis 1952 die Funktion eines Hauptsachbearbeiters, später eines Referenten, Oberreferenten und Hauptreferenten aus. 1951 trat er der SED bei.
Am 15. Juli 1952 trat Karin in die Kasernierte Volkspolizei (KVP) ein und war dort bis Jahresende Offizier für Information in der Verwaltung der Volkspolizei See. 1952 stieg er zum stellvertretenden Abteilungsleiter in der Verwaltung Aufklärung der KVP auf, was er bis 1954 blieb. Anschließend besuchte er bis 1955 als Offiziershörer eine Hochschule für Offiziere. 1955 wurde Karin stellvertretender Hauptabteilungsleiter für Aufklärung im Ministerium des Innern, beziehungsweise nach dessen Aufstellung im Ministerium für Nationale Verteidigung (MfNV). 1956 wurde er Leiter dieser Hauptabteilung mit der Tarnbezeichnung Verwaltung 19. Von 1963 bis 1965 studierte Karin an der Generalstabsakademie in der Sowjetunion. Nach seiner Rückkehr war er von 1965 bis zu seiner Entlassung in den Ruhestand am 30. April 1988 Stellvertreter des Chefs der Verwaltung Aufklärung und Leiter des Bereichs Information im MfNV. Am 7. Oktober 1980 erfolgte in dieser Dienststellung seine Ernennung zum Generalmajor.
Wegen eines Covid-Ausbruchs in einem Altenpflegeheim in Seebad Ahlbeck auf der Insel Usedom musste der zu der Zeit 95-Jährige mit 20 anderen Senioren am 27. März 2020 Hals über Kopf sein Zuhause verlassen. Sie fanden Zuflucht vor dem Coronavirus in der Klinik „Ostseeblick“ auf Usedom.

## Auszeichnungen
- Vaterländischer Verdienstorden in Bronze
- Kampforden „Für Verdienste um Volk und Vaterland“ in Gold
- 1988 Vaterländischer Verdienstorden in Silber[3]